# Татуираният
„Татуираният“, също „Броненосецът“  (на френски: Le Tatoué) е френско-италианска кинокомедия от 1968 г. на френския кинорежисьор Дени дьо Ла Пателиер. Сценарият е на Алфонс Будар и Паскал Жарден. В ролята на Льогрен участва френския актьор Жан Габен. Ролята на Фелисиан Мезре се изпълнява от френския киноартист Луи дьо Фюнес.

## Сюжет
Внимание:  Текстът по-долу разкрива сюжета на произведението (или части от него)!
Господин Фелисиан Мезре се занимава с купуване и продаване на картини със съмнителна стойност. Има си и свой художник, на когото дава заявки. Веднъж при него идва възрастен човек, бивш военен и Мезре открива татуировка на гърба му, която е била направена от истински майстор на изкуството, вероятно Амедео Модиляни. Собственикът на татуировката се оказва бившият легионер Льогрен. От този момент нататък Фелисиан не може да мисли за нищо друго, освен за най-различни начини как да свали татуировката от гърба на нейния притежател и да се възползва максимално от това истинско съкровище...

## В ролите
| Изпълнител      | Роля           |
| --------------- | -------------- |
| Жан Габен       | Льогрен        |
| Луи дьо Фюнес   | Фелисиан Мезре |
| Пол Мерси       | Морис Пело     |
| Жо Уорфийлд     | Ларсен         |
| Доналд фон Курц | Смит           |
| Доминик Даурей  | Сузан Мезре    |
| Пиер Торнад     | Полицаят       |